# Tashtypsky (huyện)
Huyện Tashtypsky (tiếng Nga: ? райо́н) là một huyện hành chính tự quản (raion), của Khakassia, Nga. Huyện có diện tích 8789 km², dân số thời điểm ngày 1 tháng 1 năm 2000 là 37000 người. Trung tâm của huyện đóng ở Tashtyp.